# Immervad Bro

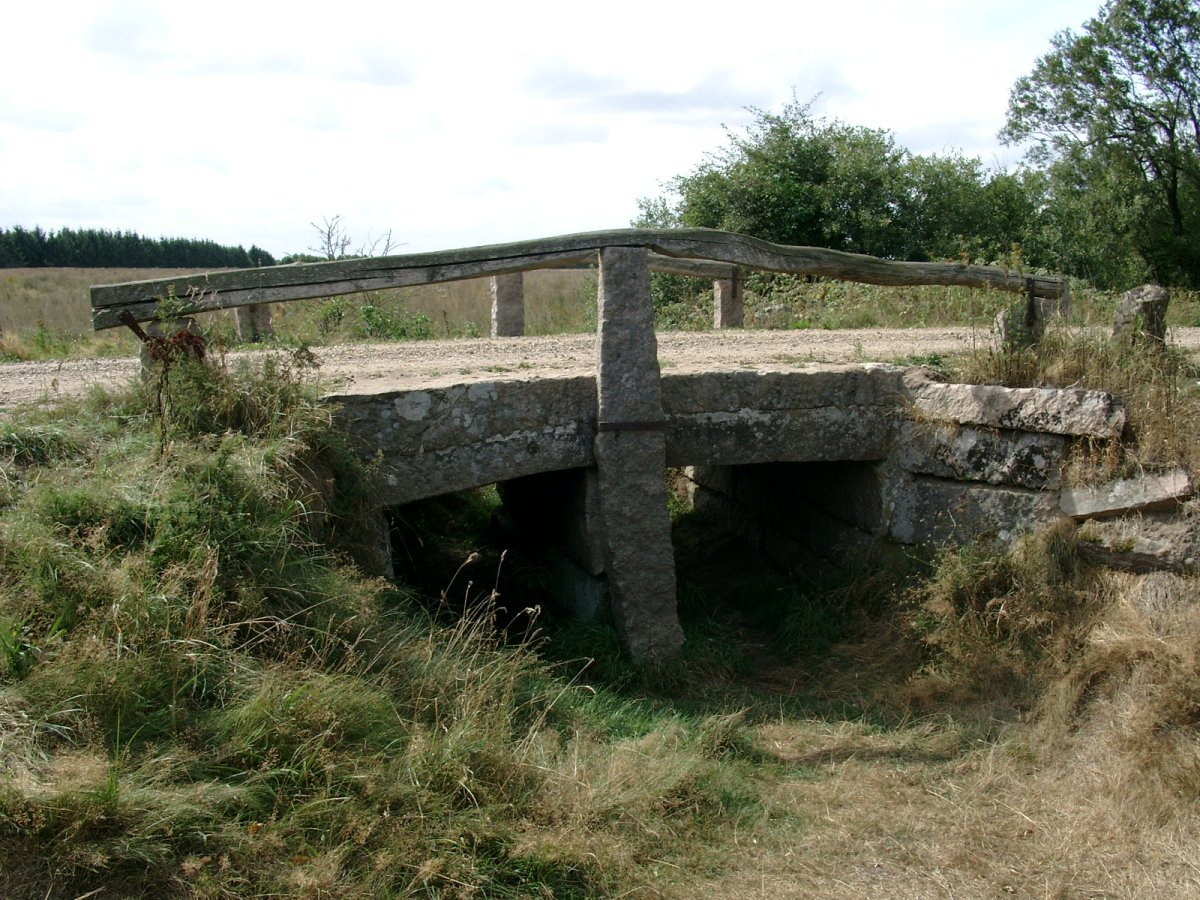
Immervad Bro

Immervad Bro (deutsch Immervad-Brücke) ist eine der wenigen noch erhaltenen Steinbrücken entlang des alten Ochsenweges (dänisch Hærvejen) in Sønderjylland, Dänemark.
Die Brücke liegt in der Kommune Aabenraa (deutsch Apenrade) 3 km nördlich von dem Ort Hovslund Stationsby.
Der Bach Immervad Å, den die Brücke überspannt, ist heute ausgetrocknet, da die Flüsse in der Nachbarschaft verlegt wurden.

## Konstruktion
Die Immervad Bro wurde 1786 als Steinbalkenbrücke erbaut, bei der die Fahrbahn tragenden Steinbalken in Längsrichtung angeordnet sind. Im Gegensatz zu den später gebauten Brücken mit gewölbten Passagen wurde hier die Brücke nach dem Vorbild früherer Holzbrücken errichtet.
Die Ansicht der Immervad Bro von unten zeigt die Konstruktionsdetails. Bei einer Steinbalkenbrücke dieser Bauart tragen auf Fundamenten liegende Steinbalken die Last des Verkehrs. Sie sind einfacher zu errichten als Rundbogenbrücken, haben aber das Problem, dass die Steinbalken brechen können, was dann zu Schäden an den Fuhrwerken führen kann. Steinbalkenbrücken sind allerdings immer noch stabiler als die noch früher verwendeten Steinplattenbrücken. Die Brücke hat zwei Durchgänge, da die Gesamtspannweite so groß ist, dass die Baumeister die Konstruktion mit vertikalen Brückenpfeilern in der Mitte des Baches abstützen mussten. Die Brücke selbst besteht aus horizontalen Steinbalken, die bis zu 4,35 Meter lang sind. Sie alle wurden aus einem enorm großen Granitblock gewonnen, der sich seit der Eiszeit in Fredhule bei der Stadt Haderslev (deutsch Hadersleben) befand, und lange halbbedeckt in der Erde lag.

## Bedeutung
Die Passage über die wasserführende Immervad Å war immer sehr kritisch. In den alten Zeiten wiesen hochragende Stangen den sicheren Weg über die Furt des Baches. Heute ist der Bach verlegt und das abfließende Wasser ist in den nahegelegenen Bach im Norden umgeleitet worden.
Die Brücke liegt strategisch wichtig südlich des Punktes des Zusammentreffens des uralten von Nord nach Süd verlaufenden Ochsenweges von Viborg nach Schleswig und des Weges nach Haderslev. Tausende von Ochsen, Schweinen, Pferden und Schafen haben diese Brücke seit dem Mittelalter bis zum Beginn des 20. Jahrhunderts auf dem Weg zu den Märkten im Süden passiert.